# Papias Musengamana
Papias Musengamana (* 21. August 1967 in Byimana) ist ein ruandischer römisch-katholischer Geistlicher und Bischof von Byumba.

## Leben
Papias Musengamana besuchte von 1974 bis 1982 die Grundschule in Mwendo und von 1982 bis 1988 das Kleine Seminar Saint Léon in Kabgayi. Nachdem er ein Theologisches Propädeutikum in Rutongo absolviert hatte, studierte er Philosophie am Priesterseminar in Kabgayi (1989–1991) und Katholische Theologie an der Université Catholique d’Afrique Centrale in Yaoundé (1991–1996). Er erwarb ein Lizenziat im Fach Biblische Theologie. Am 18. Mai 1997 empfing Musengamana das Sakrament der Priesterweihe für das Bistum Kabgayi.
Musengamana war zunächst als persönlicher Sekretär des Bischofs von Kabgayi, Anastase Mutabazi, tätig. 1999 wurde Papias Musengamana für weiterführende Studien nach Deutschland entsandt, wo er 2005 an der Albert-Ludwigs-Universität Freiburg bei Lorenz Oberlinner mit der Arbeit The Emergence and the Problem of Church and Christian Identity in the Epistle of James. Exegetical Study on Jas 1:19–27 („Das Entstehen und das Problem von Kirche und christlicher Identität im Jakobusbrief. Exegetische Studie zu Jak 1,19–27“) zum Doktor der Theologie im Fach Biblische Theologie promoviert wurde. Nach der Rückkehr in seine Heimat wirkte er als Pfarrvikar in Kamonyi, bevor er 2006 Diözesanökonom wurde. Von 2013 bis 2017 war Papias Musengamana Generalvikar des Bistums Kabgayi. 2018 wurde er Regens des Priesterseminars Saint Charles Borromée in Nyakibanda.
Am 28. Februar 2022 ernannte ihn Papst Franziskus zum Bischof von Byumba. Der Erzbischof von Kigali, Antoine Kardinal Kambanda, spendete ihm am 14. Mai desselben Jahres im Gicumbi-Stadion in Byumba die Bischofsweihe; Mitkonsekratoren waren der emeritierte Bischof von Byumba, Servilien Nzakamwita, und der Bischof von Butare, Philippe Rukamba.